# Murailles de Naples
Les murailles de Naples sont les anciennes enceintes défensives qui protègérent le centre historique de Naples depuis des siècles,.
Elles ont été édifiées à partir du VIe siècle av. J.-C. jusqu'au XIXe siècle. À Naples, ayant été la ville la plus peuplée de la péninsule du XVIe siècle jusqu'à la première moitié du XXe siècle, ce type d'ouvrage a fait l'objet de démolitions à partir de l'époque des Bourbons, pour se terminer au début du XXe siècle. Des vestiges et des témoignages perdurent.

## Murs grecs

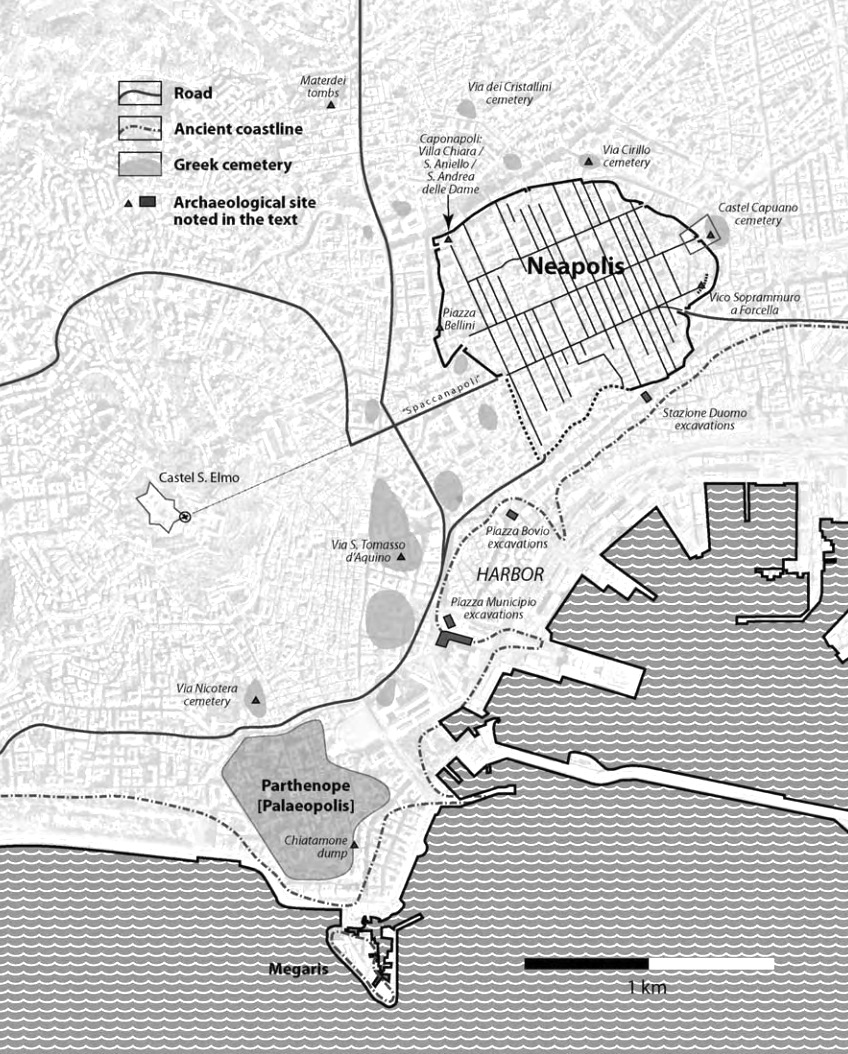
Disposition des murs grecs

Ils sont situés le long des bords du plateau sur lequel se dresse l'ancienne ville de Naples et étaient protégés par des vallées naturelles qui entouraient la ville et constituaient de véritables douves défensives. Ces fortifications avaient conféré à Néapolis une réputation d'inexpugnabilité, confirmée par des sources historiques tant lors de la deuxième guerre punique (218 à 202 av. J.-C.) que lors du conflit gréco-gothique (VIe siècle apr. J.-C.).
Les blocs ont été extraits d'une vaste carrière grecque située à Poggioreale (quartier de Naples) qui a été identifiée par hasard en 1987 à la suite d'un affaissement sous la place devant l'église Santa Maria del Pianto. Le tracé des murailles grecques de Naples, malgré les destructions étendues et graves effectuées au cours des siècles, est encore préservé et est reconnaissable sur de longues périodes.

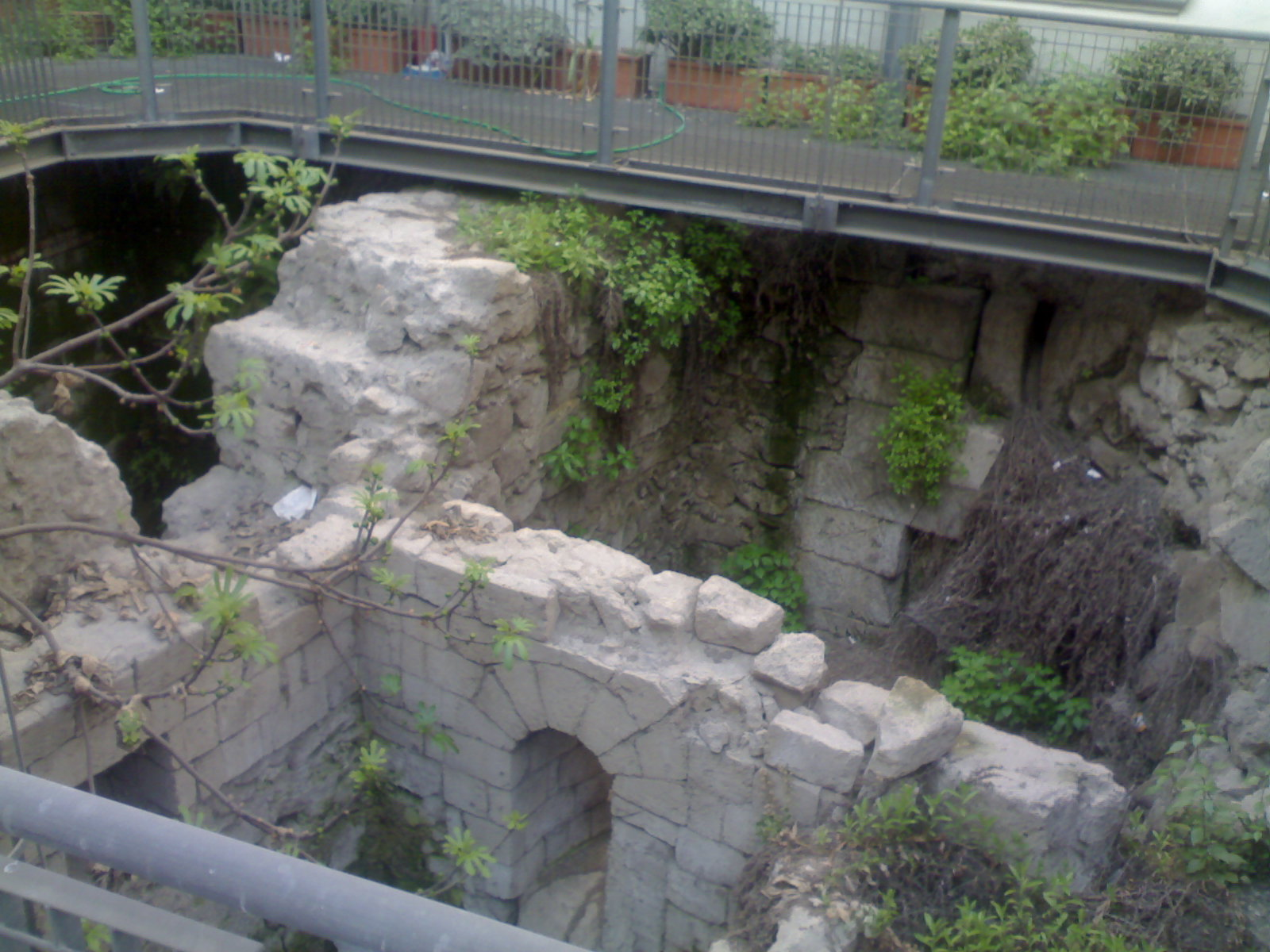
Vestiges de murs grecs dans et à proximité de l'église Sant'Agnello Maggiore à Caponapoli.
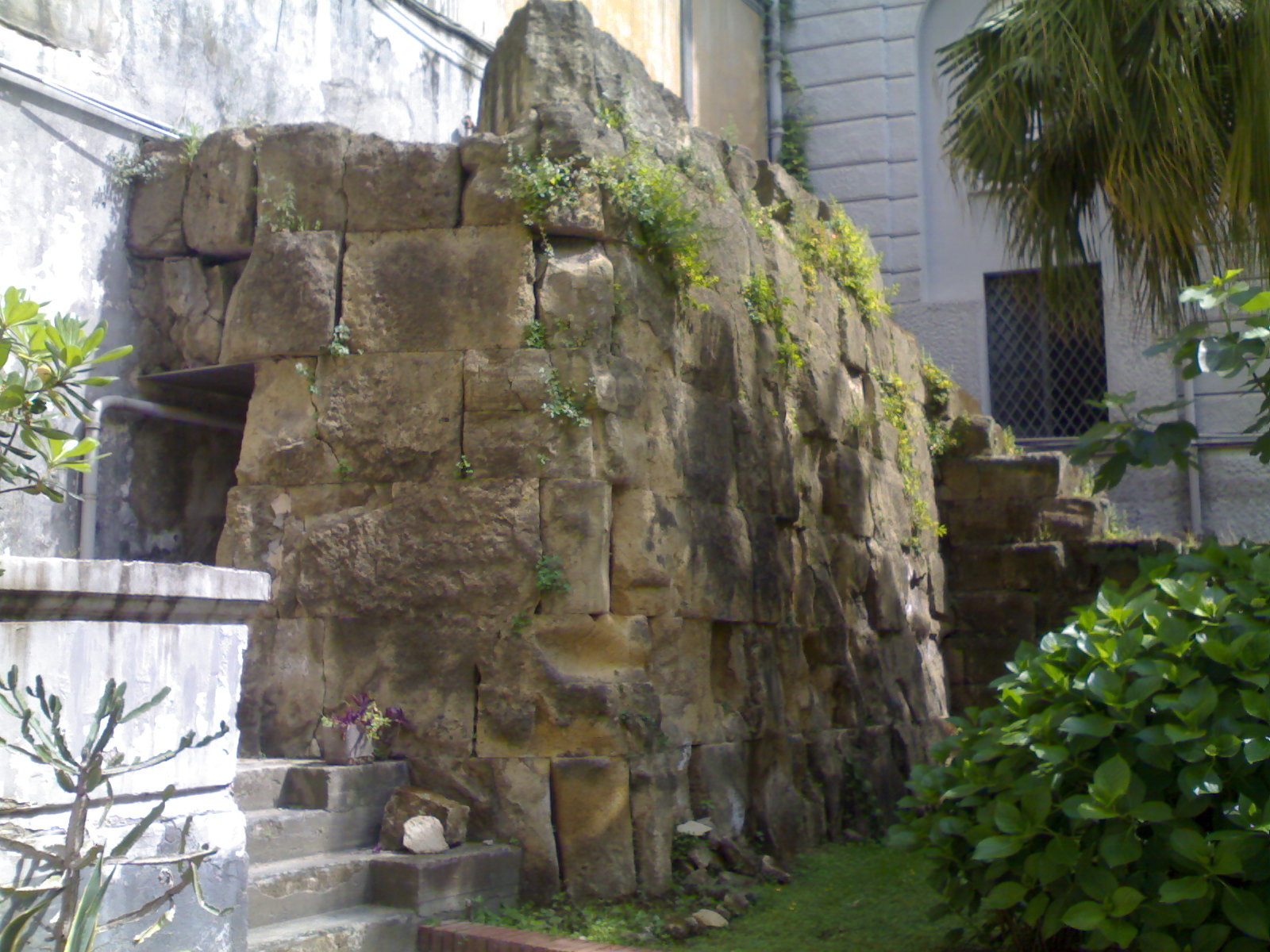
Mur grec à l'Université de Naples - Frédéric-II.

La ville possédait des portes aux extrémités des decumani :
- Decumanus supérieur (Decumanus superiore (it)) ; Porta Romana à l'extrémité ouest et Porta Carbonara (it) à l'extrémité est.
- Decumanus majeur ou decumanus maximus ; Porta Puteolana à l'ouest et la Porta Campana à côté du Castel Capuano (appelé maintenant Porta Capuana.
- Decumanus inférieur  ou spaccanapoli ; Porta Cumana à l'ouest et Porta Furcillensis à l'est (ou Herculanensis, au Moyen Âge appelé del Cannavaro).

Au nord, il y a toujours la Porta San Gennaro ; au sud se trouvait la Porta Ventosa ou Lucinia.

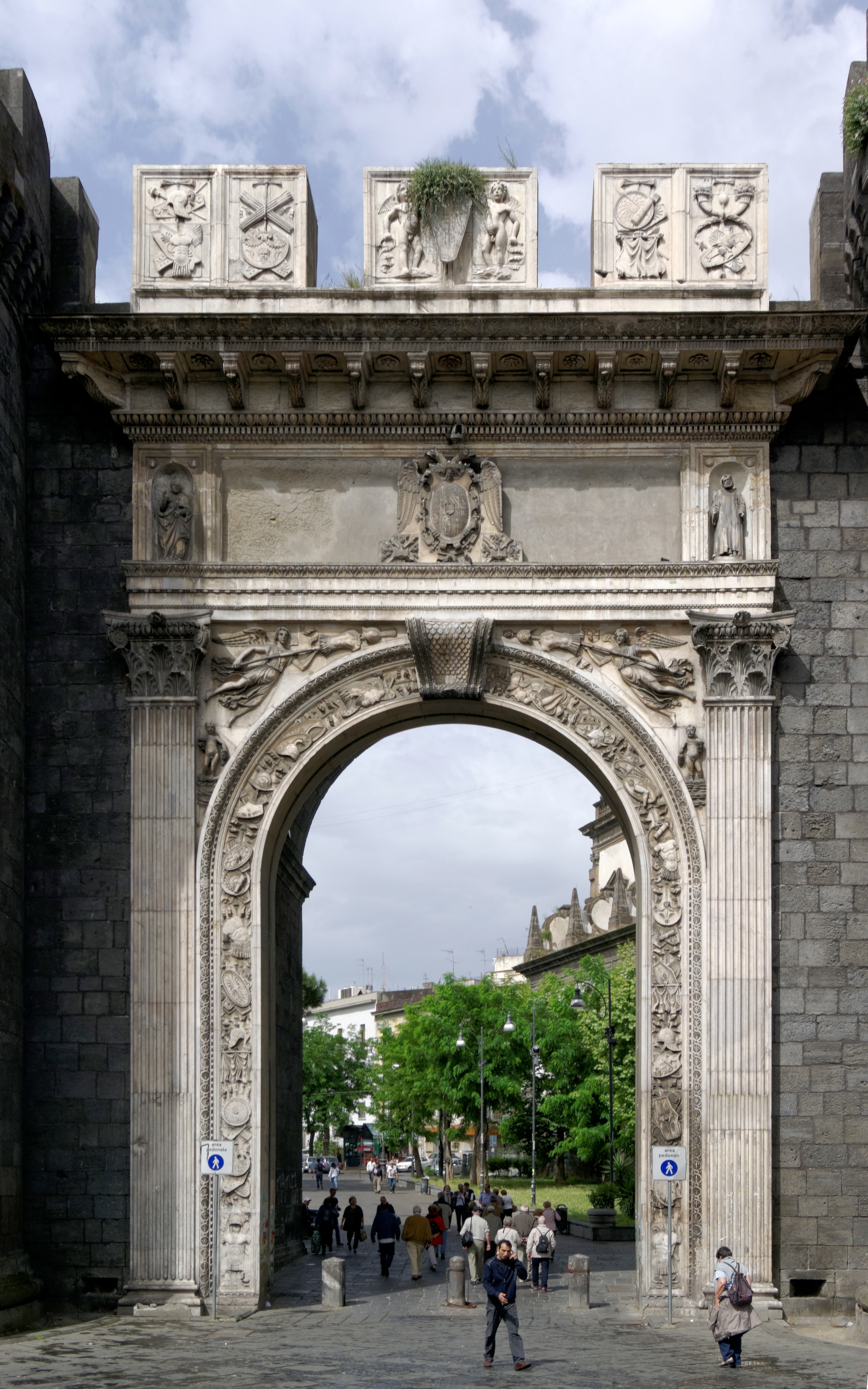
La Porta Capuana.
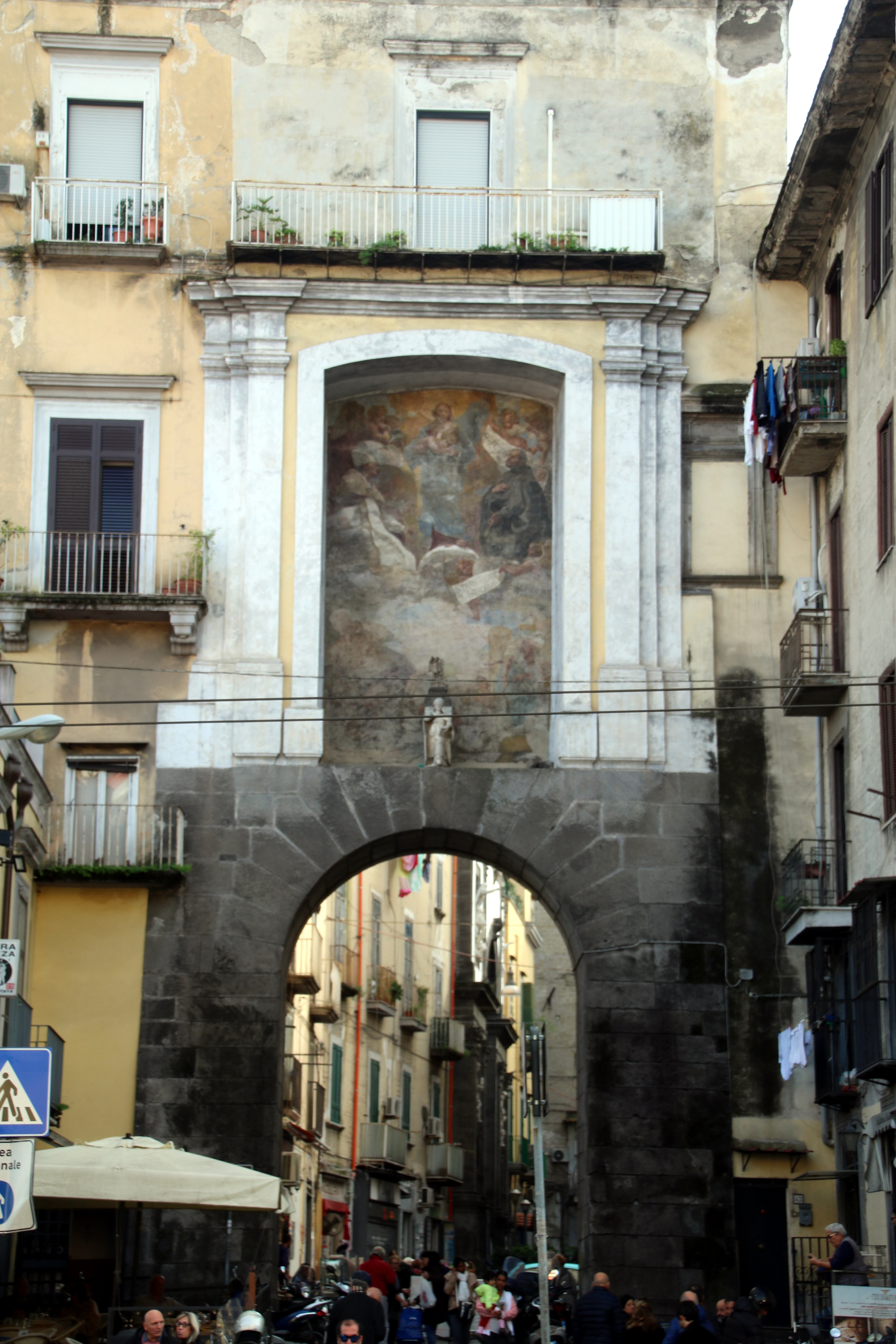
La Porta San Gennaro.

### Construction

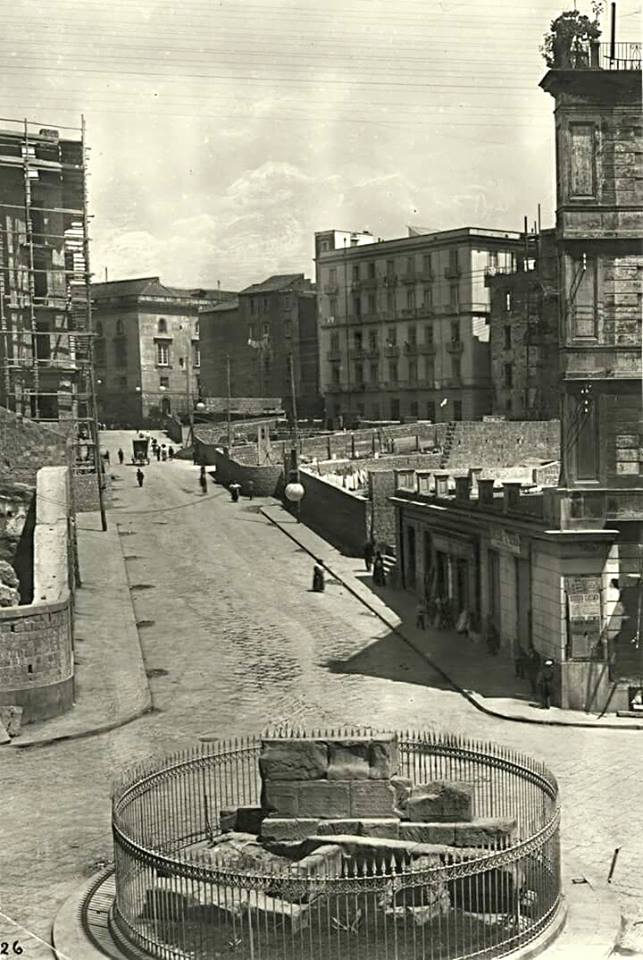
Cippo a Forcella

Deux phases principales de construction ont été identifiées :
- Fin du VIe siècle av. J.-C., liée à la construction de Néapolis : tuf gris granileux et technique de l'orthostate sur deux rideaux de mur avec des alvéoles remplies de blocaille de tuf (emplecton)...
- IVe siècle av. J.-C. (guerres samnites) : tuf jaune compact sur courtine unique s'appuyant sur les fortifications de la première phase
- Des fouilles récentes ont permis d'identifier du circuit défensif du IIIe siècle av. J.-C..

### Vestiges importants
- La Cippo a Forcella, dans le quartier de Forcella, Piazza Calenda : pierres faisant partie d'une ancienne porte de Néopolis, peut-être du VIe siècle av. J.-C..
- Les vestiges des murs de la Piazza Bellini découverts par hasard en 1954[4].
- Les vestiges des murs de la Piazza Cavour.
- Les murs du Palais Saluzzo di Corigliano se trouvant à l'intérieur de l'édifice.

## Murs romains

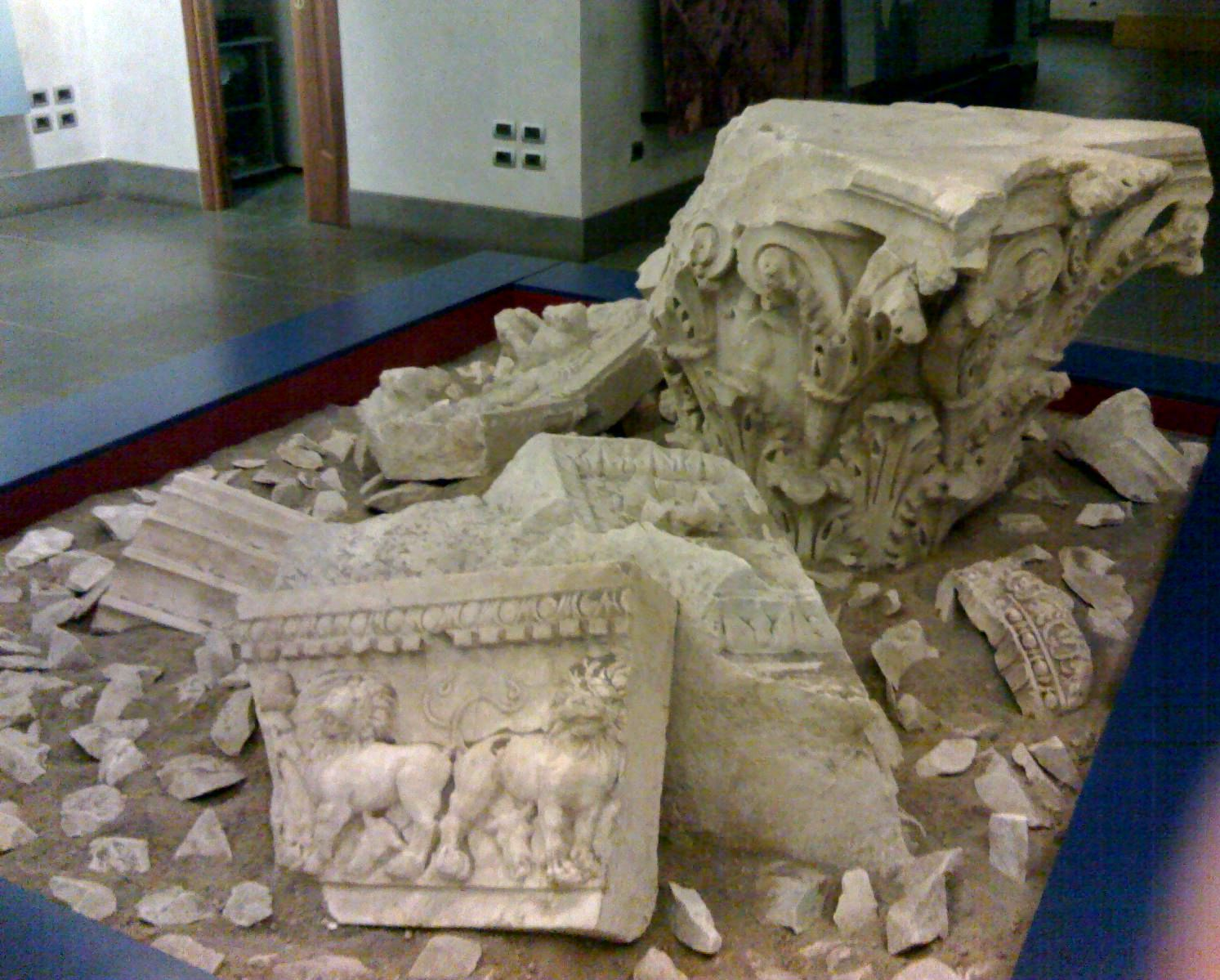
Quelques blocs de marbre trouvés lors des fouilles, aujourd'hui exposés au musée de la Stazione Neapolis.

La maçonnerie en tuf sec construite par les Grecs a été modifiée à l'époque romaine ; caractérisé par une plus grande résistance, il était réalisé en piperno, un rideau avec un paramètre externe en pierre de lave et un rideau interne en tuf. Il semble certain que le périmètre des fortifications n’a pas subi d’expansions significatives dans l’Antiquité ; seul l'empereur Valentinien III (440 après JC) en aurait construit un vers la zone portuaire, attesté par une inscription trouvée en 1747 et par les découvertes récentes de murs du Corso Umberto I et d'une partie de la fortification byzantine de la Piazza Giovanni Bovio.

## Murs byzantins
Au VIe siècle, alors que la lutte entre les Grecs byzantins et les Goths faisait rage, seules deux villes étaient défendues par d'excellentes murailles, Naples et Cumes. Naples, assiégée en 536 par Bélisaire, ne se rendit que par tromperie ; tandis qu'en 542, Totila la viola à cause de la faim. Cependant, ni dans le premier ni dans le second cas, les murs n’ont été militairement conquis.
Les murailles napolitaines, comme le rapportent de nombreuses sources historiques, étaient célèbres pour leur puissance même dans les époques précédentes (par exemple à l'époque romaine, les murailles de Naples ne cédaient en aucune façon au consul Philon). C'est pourquoi leur excellente structure géographique et technique, acquise à l'époque grecque (et encore accentuée à l'époque romaine), signifiait que les murs, à l'époque byzantine, nécessitaient très peu de modifications.
Les changements concernaient principalement l'expansion du périmètre, surtout pour permettre l'incorporation des nouveaux quartiers. Les murailles furent restaurées sous Bélisaire , qui introduisit également les tours polygonales (sept carrées et hexagonales) et agrandies sous Narsès qui élargit les murailles sud jusqu'à la mer, élevant une barricade beaucoup plus proche de la côte (qui avec le passage de élargi au fil du temps à la suite du retrait de la mer) par rapport au mur précédent.

## Murs ducaux
Le duché de Naples est né d’une relative libération de l’Empire byzantin, progressivement plus claire et plus évidente. Durant sa période, du VIIe siècle à 1137, les murs étaient beaucoup plus grands que dans l'Antiquité.

## Murs normands
Les murs normands subissent un entretien considérable : Le renforcement des murs fut très utile lors des menaces de l'empereur Henri IV, qui, allié aux barons des Champs Phlégréens, tenta de conquérir Naples ; la ville ne s'est pas rendue grâce à la récente consolidation du système de défense.
La Naples normande, qui dura une cinquantaine d'années, n'a laissé que peu de traces d'elle-même.

## Murs angevins
À l'époque angevine les murs de la ville furent renforcés et restaurés, ainsi qu'au Castel dell'Ovo et au Castel Capuano. La ville, qui fut préférée à Palerme pour le rôle de capitale du royaume de Sicile, vit sa population augmenter considérablement, tout en restant contenue dans les murs de la ville. Les angevins étendirent les murs vers le sud jusqu'à la mer, encerclant le port d'Arcina rénové. Charles Ier effectua diverses interventions sur la courtine. Sous les règnes de Robert Ier d'Anjou et de Jeanne Ire de Naples, le rideau sud-est fut allongé, intégrant le nouveau marché de Moricino ; les nouveaux murs s'étendaient jusqu'au Lavinaio puis remontaient vers le nord.
Jeanne II de Naples érigea en 1425 de nouveaux murs depuis la douane du sel jusqu'au Largo delle Corregge (via Medina), construit sous les Angevins et entouré de bâtiments publics et de palais.

## Murs aragonais
Les constructions militaires entreprises à l'époque aragonaise ont doté la ville d'un système défensif moderne avec de nombreuses tours.
Les murs et les tours ont été avancés par rapport aux décors précédents ; en 1484, Ferrante d'Aragon favorisa une expansion orientale de la courtine défensive : la ville se présenta avec un périmètre visiblement élargi et dotée de vingt-deux puissantes tours cylindriques : à partir du fort Sperone, à Carmine, l'actuel Corso Garibaldi se prolongea, s'inscrivant dans avec la nouvelle Porta Capuana (une conception de Giuliano da Maiano qui érigea aussi la Porta Nolana sur la piazza Nolana entre deux tours) ; le mur continuait à s'étendre sur l'actuelle Via Cesare Rosaroll et entourait l'église San Giovanni a Carbonara au nord ; enfin orientée vers l'ouest, elle débouchait sur la Porta San Gennaro, donc avec les anciens murs.
En 1499, Frédéric d'Aragon incorpora le territoire de Santa Marta aux murs occidentaux, qui connaîtront un important essor de la construction au siècle suivant. Le projet fut confié à Antonio di Giorgio da Settignano et fut achevé en 1501.

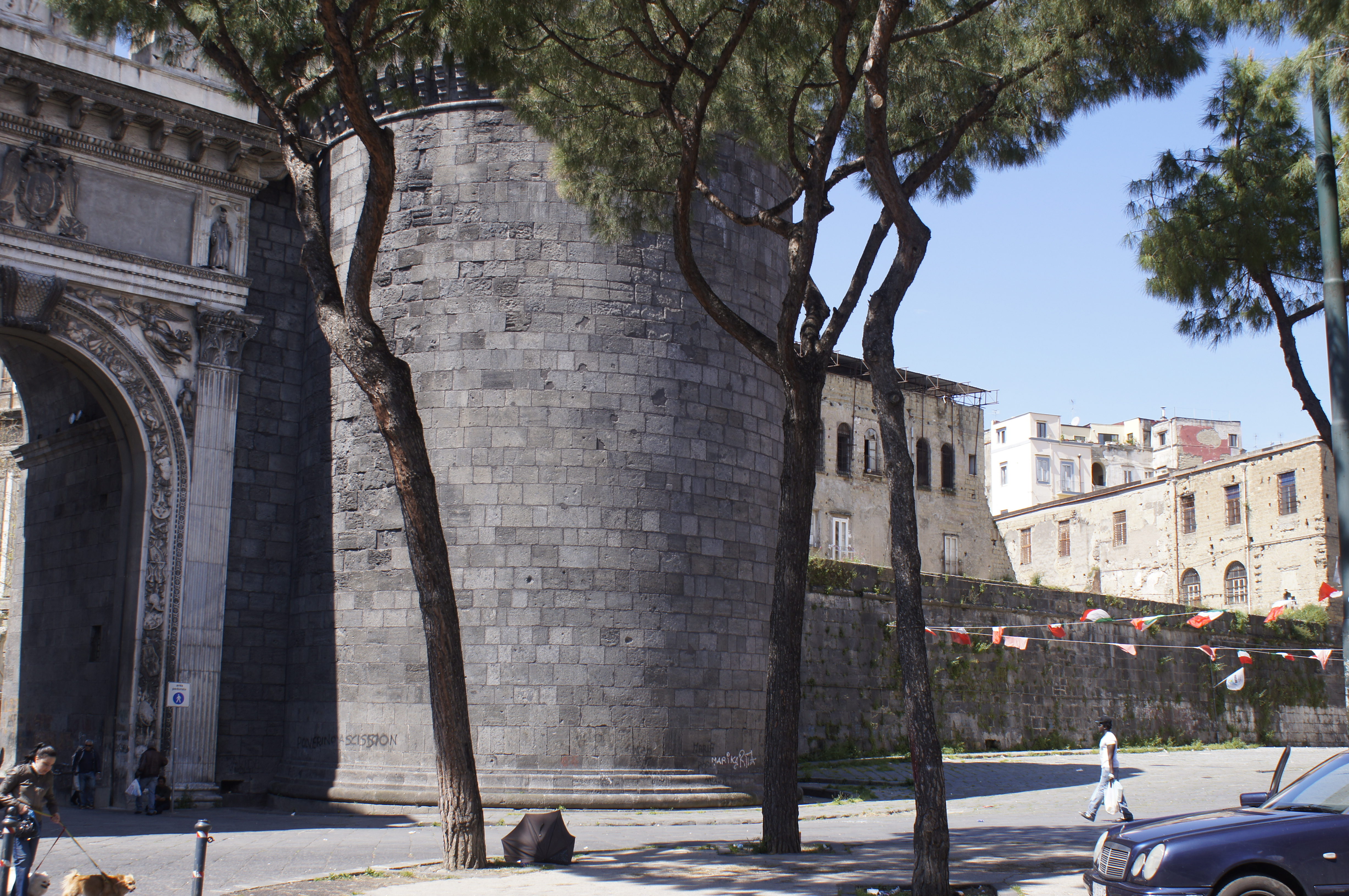
La Porta Capuana et une partie de l'enceinte.
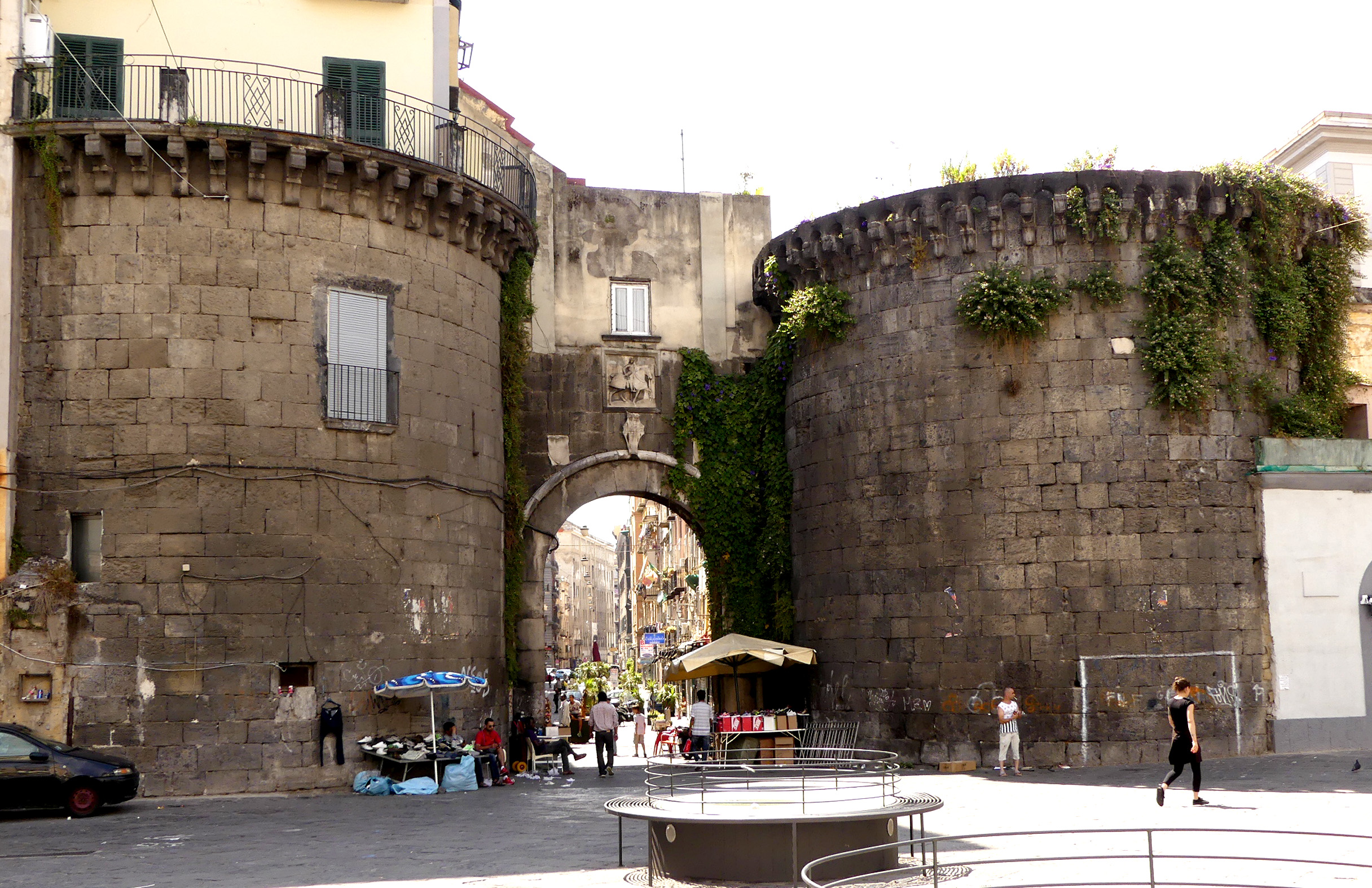
La Porta Nolana.

## Murs vice-royaux
L'épine dorsale de la ville à l'époque de la vice-royauté espagnole (1503-1706) était celle qui s'était formée à l'époque aragonaise, même si sa population était en croissance continue et imparable, atteignant 450 000 habitants au milieu du XVIIe siècle. C’est précisément pour cette raison qu’il a fallu modifier et agrandir les puissants murs en les dotant d'autres tours et de bastions.
La muraille aragonaise fut élargie et consolidée sous le gouvernement de Don Pedro de Toledo (1537) : des interventions significatives furent réalisées près de la courtine nord, avec l'avancée des murs vers l'avant et le mouvement conséquent de la Porta San Gennaro, la continuation de la piazza Dante vers l'ouest, en traversant les zones actuelles de via Tarsia et Montesanto et en terminant au château Sant'Elmo, également fortifié sous Don Pedro ; la courtine sud, qui était en très mauvais état depuis l'époque aragonaise, fut reconstruite et avancée et enfin des travaux furent également réalisés sur la partie occidentale (1533), jusqu'au Château Sant'Elmo. Le mur était également stratégiquement flanqué de voies navigables provenant des hauts plateaux de Poggioreale, Capodimonte et du Vésuve.

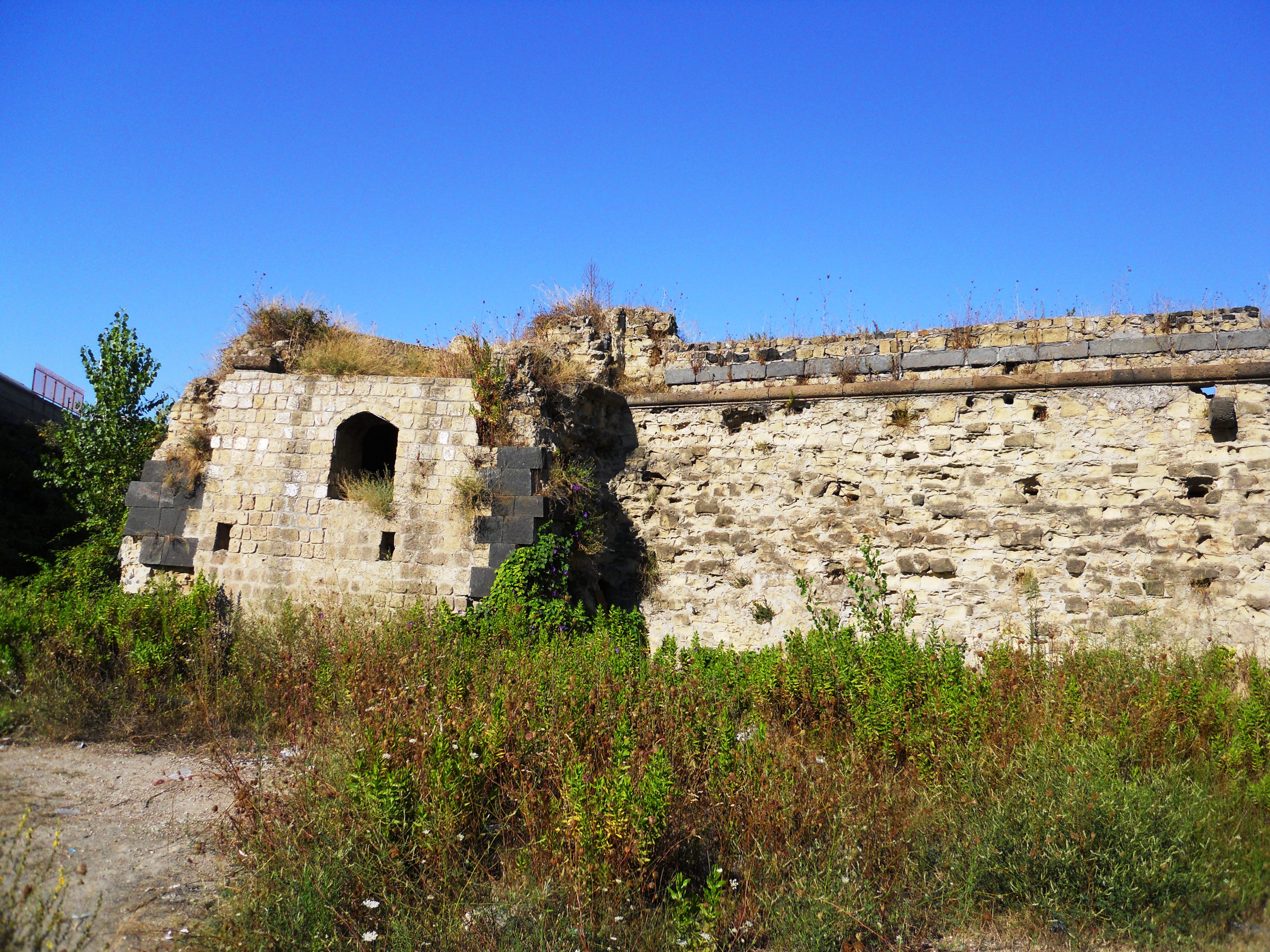
Les vestiges du Fort de Vigliena.
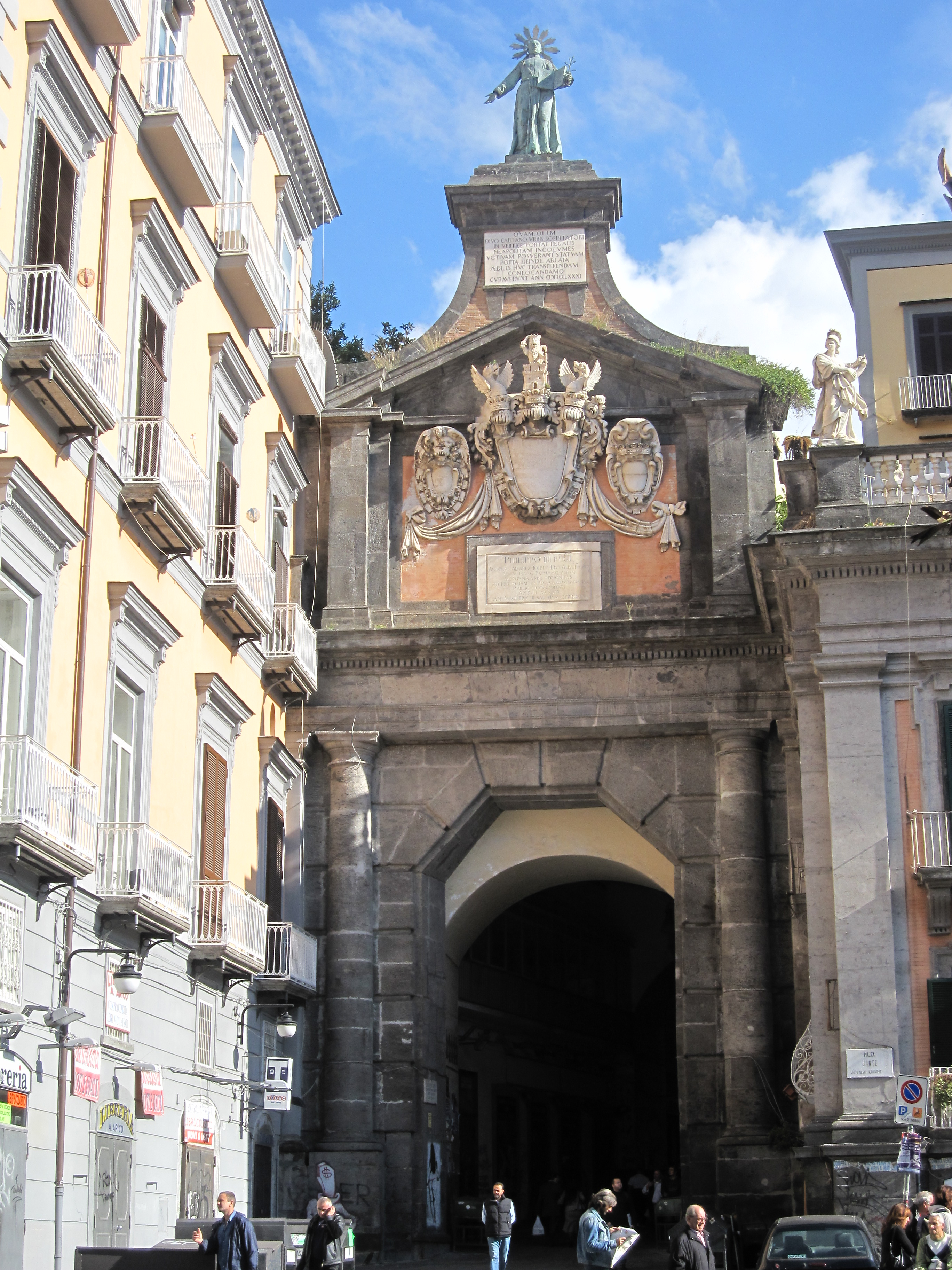
Port'Alba à la piazza Dante.

Les murailles espagnoles représentent les derniers exemples de cette typologie de construction, destinée à disparaître à cause de l'artillerie. On les trouvent notamment dans le quartier de Pendino. Les murs espagnols survécurent jusqu'au XVIIIe siècle : Charles III commença à les faire démolir, en commençant par ceux du sud en 1740 avec l'ouverture de la Via Marina, puis ceux de l'ouest en 1782 et enfin les murs nord et ceux de la Piazza Dante en 1787.

## Dernière enceinte

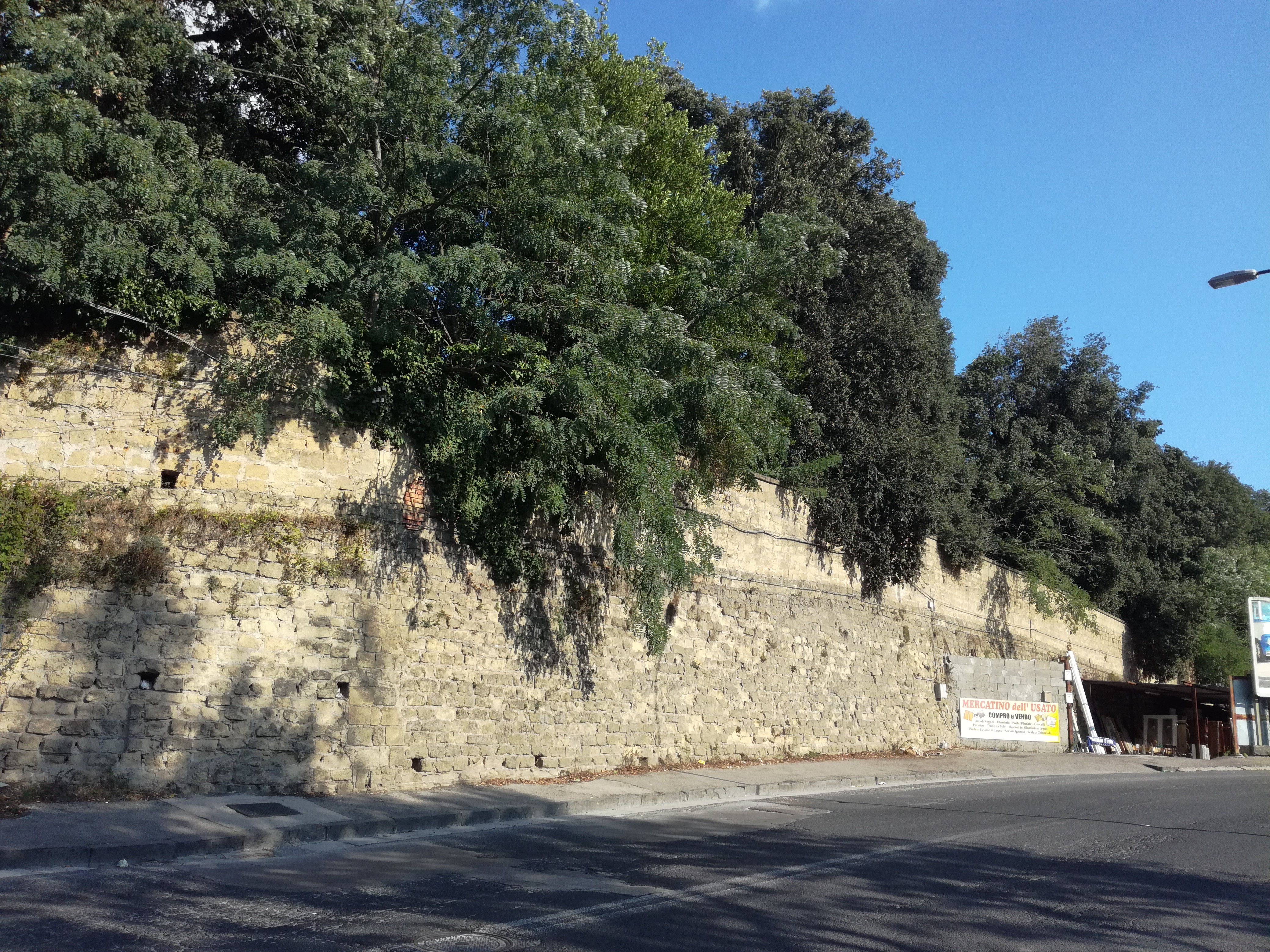
Muro Finanziere.

Cette dernière enceinte, dite muro finanziere, fut commandée par Ferdinand Ier et conçue par Stefano Gasse (it). Cette structure était censée empêcher la contrebande et encourager le commerce maritime et terrestre. Elle était longue de plus de 20 km, allant du pont de la Maddalena à Pausillipe, en contournant Poggioreale, Capodichino, Capodimonte et Fuorigrotta.
L'ouvrage devait initialement être jalonné de dix-neuf barrières à péage, dont treize ont été conçues. Les postes de contrôle atteindront jusqu'à trente-cinq.